# ミランダ・カー
ミランダ・カー（Miranda Kerr、1983年4月20日 - ）は、オーストラリア出身の女性ファッションモデル、実業家。
下着ブランド「ビクトリアズ・シークレット」の特別広告塔にあたる“エンジェル”の一員としての活動が最も著名。オーストラリア人初の“エンジェル”となった2008年から同ブランドのショーの仕事を継続的にこなしてきたほか、テレビや雑誌など様々な分野で活躍してきた。シャネル・イマン、ドウツェン・クロース、アドリアナ・リマ等と並び立つ、著名な“ビクトリアズシークレットモデル”とされている。

## 来歴
オーストラリアのシドニーに生まれ、ガネダで育つ。1997年に雑誌『ドーリー』のオーディションで優勝するも、13歳という若さからオーストラリア国内で議論が起こるに至り、学業を優先しながらモデル活動を開始。高校卒業後ニューヨークへ移り、2004年にモデル事務所のネクストと契約。
カーの経歴は、2004年にカメラマンのエリック・セバン・マイヤーとともに手がけたオーバー・ジーンズ・パリのキャンペーン広告から始まった。（下記写真）

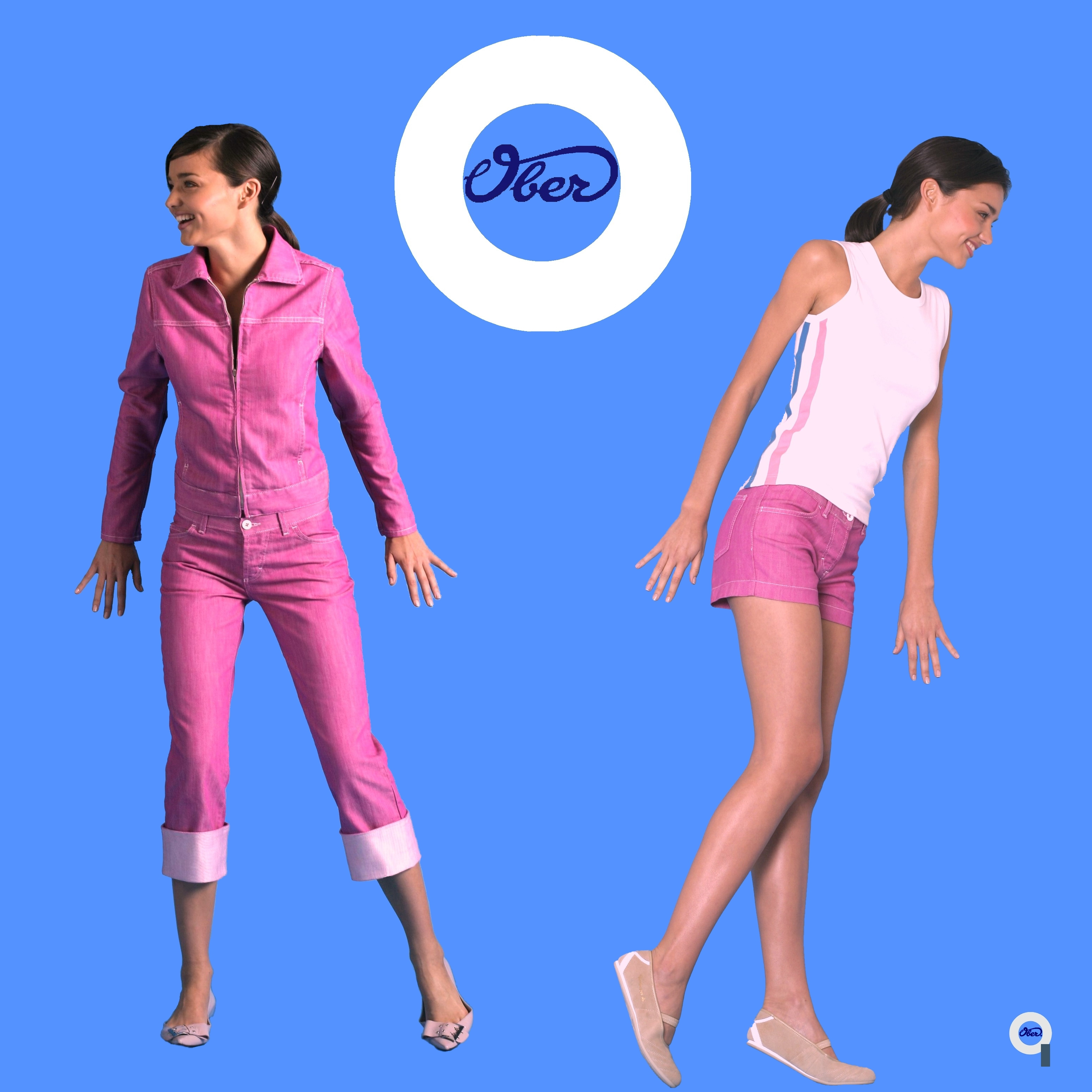
Miranda Kerr © 2003 Erick Seban-Meyer

2006年におけるメイベリン・ニューヨークからのキャンペーンモデル起用がきっかけとなって人気が急上昇。さらにオーストラリア人モデルとして初めてヴィクトリアズ・シークレットに起用され、ヴィクトリアズ・シークレット・エンジェルとなる。2007年のフォーブス誌による「モデル所得番付」では10位にランクインした。
カニエ・ウェストやファレルのシングル「ナンバー・ワン」のミュージックビデオに出演。また、コメディドラマ『ハウ・アイ・メット・ユア・マザー』に出演。スキンケア・ブランド「KORA Organics」を立ち上げている。

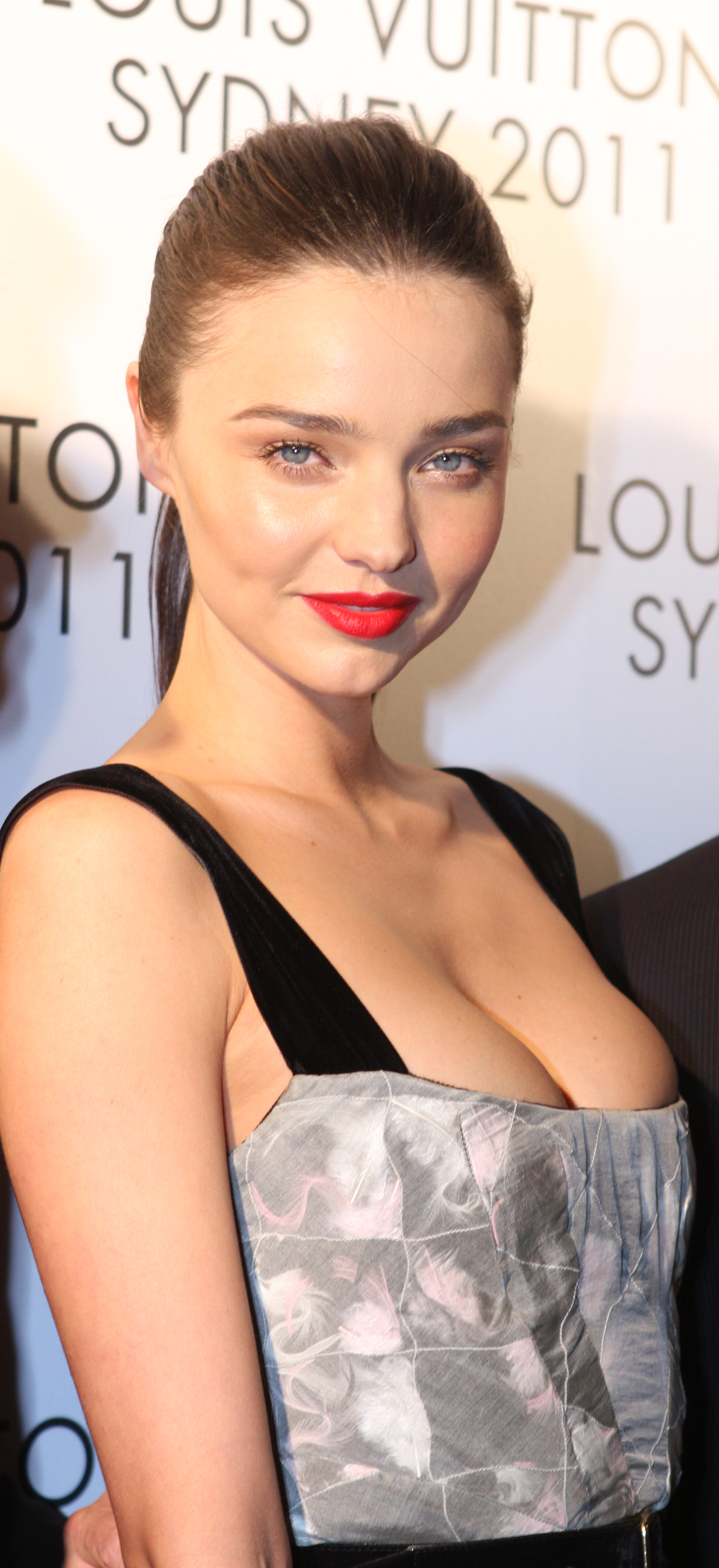
2011年

| 順位 | 趣旨                      | 実施年 | 実施主体               | 出典   |
| ---- | ------------------------- | ------ | ---------------------- | ------ |
| 1位  | “世界で最もセクシーな女”  | 2012年 | 英国版『エスクァイア』 | [ 8 ]  |
| 7位  | “モデル長者番付”          | 2012年 | 『フォーブス』         | [ 9 ]  |
| 1位  | “2012年の最も美しい人”    | 2012年 | 豪誌『フー』           | [ 10 ] |
| 44位 | “最もセクシーな女性100名” | 2011年 | 『FHM』                | [ 11 ] |
| 36位 | “最もセクシーな女性100名” | 2010年 | 『FHM』                | [ 11 ] |
| 56位 | “最もセクシーな女性100名” | 2009年 | 『FHM』                | [ 11 ] |
| 9位  | “モデル長者番付”          | 2009年 | 『フォーブス』         | [ 12 ] |
| 10位 | “モデル長者番付”          | 2008年 | 『フォーブス』         | [ 13 ] |

## 広告塔
2006年から継続してきたビクトリアズ・シークレットの広告塔活動のほかにも、アーデン・ビー（2007年）、クリニーク（香水、同年）、プラダ（2010年）など各種ブランドの広告塔を担ってきた。
2012年には地元オーストラリアの航空会社カンタス航空の大使に就任。さらに日本のファッションブランド「サマンサタバサ」から広告塔モデルに起用される。松本恵奈のファッションブランド「エモダ(EMODA)」からのイメージモデル起用（2012年秋冬季）もあり、9月よりさっそく同ブランドのカタログに登場。このカタログ上の自身の写真は全てが撮りおろしによるもので、日本のブランドとしては初の試みであった。この年にはさらに、ミラ・ジョボビッチ、ナオミ・キャンベル、エヴァ・ハーツィゴヴァ、クラウディア・シファー、クリスティー・ターリントン、ならびにケイト・モスなどが歴代の“顔”を担ってきたスペイン発のファッションブランド「マンゴ」の新たなイメージキャラクターともなっている。ケイト・モスとの入れ替わりによる就任であった。
2013年には「スワロフスキー」の新たなミューズに就任、全世界統一広告に採用され、名実ともに世界最高のモデルの地位を得た。2014年には「H&M」の広告に起用された。一方で、「リーボック」の靴製品「Skyscape（スカイスケープ）」のグローバルアンバサダーに就任。日本の「たかの友梨ビューティクリニック」からの起用もあり、同社のテレビCMに出演している。外国人の起用は同社の史上初のことであった。

## 私生活
カリフォルニア州ロサンゼルス在住。2010年7月に俳優のオーランド・ブルームと結婚。翌2011年の1月に第一子（男児）を出産した。2013年10月、離婚。離婚後の2014年8月には
I have started using Tinder recently so try to find the one—Miranda Kerr、INTO THE GLOSS
 と発言し、マッチングアプリを使用し始めた事を公言している
2017年5月にスナップチャットのCEOエヴァン・シュピーゲルと結婚。2018年5月に第二子（男児）、2019年10月に第三子（男児）を出産した。2024年2月第4子(男児)を出産。
私生活で味噌汁を愛飲していることから、2016年以降はマルコメとの間でCMキャラクター契約を締結している。第二子の懐妊中には、「プラス麹シリーズ　甘酒」（ノンアルコールの米麹から作られた同社製の甘酒）のテレビCMを撮影。出産後も日本国内で放送されている。
ヨークシャーテリアを飼っていて自身のFacebookにはたびたび本人と一緒に写っている写真が投稿されたが、今はオーストラリアン・ラブラドールで投稿先はInstagramである。

## 出演

### CM
- リプトン 「リモーネ」（“ミランダ・カー キラキラサンタ篇”、2012年）[33]
- サマンサタバサ（2012年 - ）[34]
- P&G 「ボールド」（2013年 - 2015年）
- H&M（2014年）
- Reebok（2014年 - ）
- たかの友梨ビューティクリニック（2014年・2017年）
- サントリー 黒烏龍茶（2015 - 2017年）
- マルコメ（2016年 - ）[35]
- THEグローバル社

## 書籍
- 『トレジャー ユアセルフ』（2011年、トランスメディア）
- 『まるごと1冊ミランダ・カ― ファッション&ビューティBOOK!』（2012年、トランスメディア、編集：GOSSIPS特別編集）
- 『MIRANDA KERR Fashion complete book』（2012年、マイナビ）[36]